# Mischenez
Mischenez (ukrainisch Міженець; russisch Миженец, polnisch Miżyniec) ist ein Dorf in der ukrainischen Oblast Lwiw in der Westukraine mit etwa 810 Einwohnern.

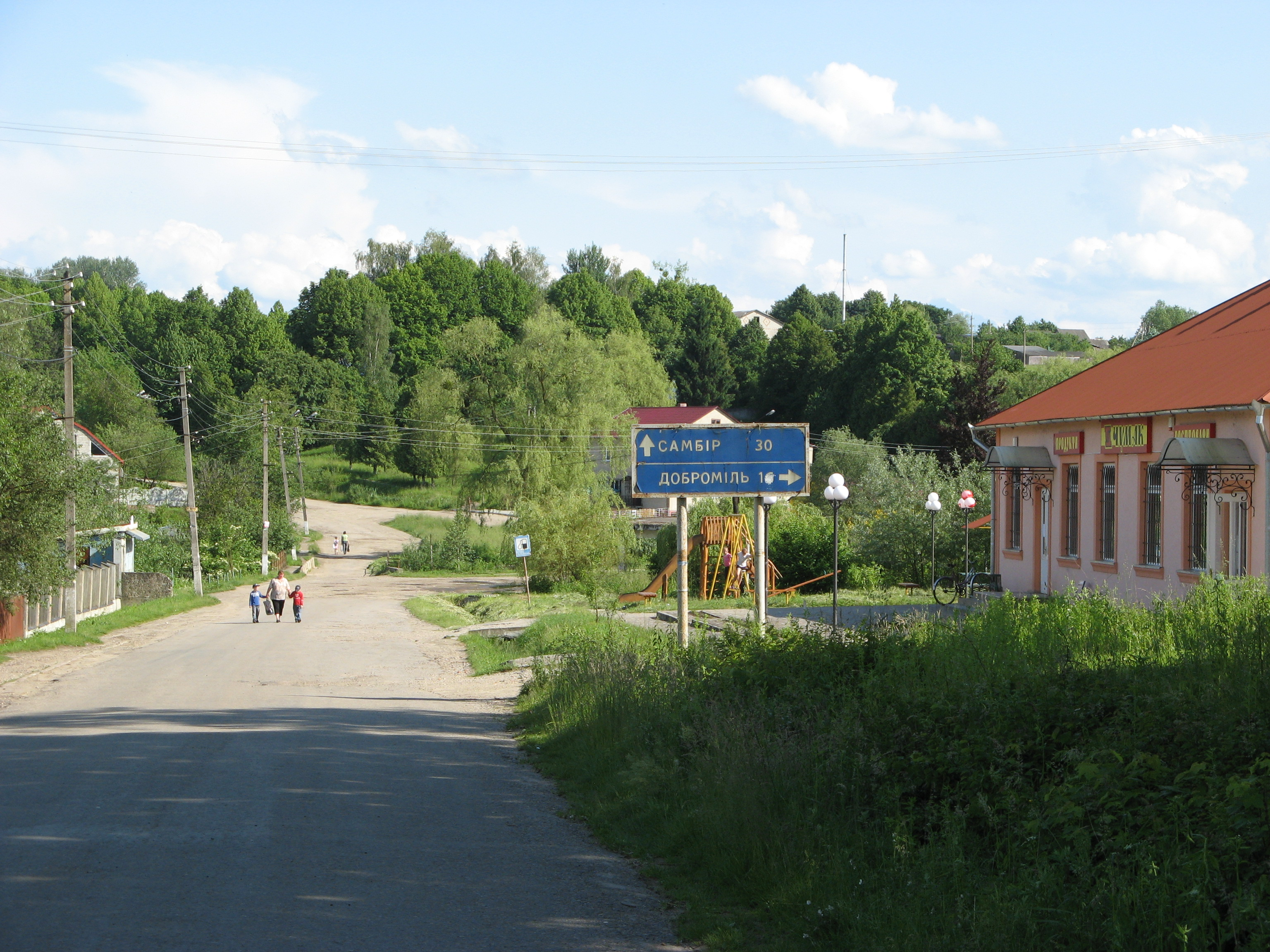
Blick in den Ort

Die Ortschaft liegt im Westen der historischen Landschaft Galizien im Rajon Sambir am Fluss Mala Wyrwa (Мала Вирва), etwa 28 Kilometer nordwestlich vom Rajonzentrum Sambir und 80 Kilometer westlich vom Oblastzentrum Lwiw entfernt. Die Grenze zu Polen befindet sich 6 Kilometer in nordwestliche Richtung.
Am 11. August 2015 wurde das Dorf zum Zentrum der neu gegründeten Landgemeinde Mischenez (Міженецька сільська громада/Mischenezka silska hromada), zu dieser zählen auch noch die 5 Dörfer Dwosdowytschi (Дроздовичі), Pazkowytschi (Пацьковичі), Sorotowytschi (Зоротовичі), Storonewytschi (Стороневичі) und Wiljunytschi (Вілюничі), bis dahin bildete es mit Sorotowytschi und Storonewytschi die Landratsgemeinde Mischenez im Rajon Staryj Sambir.
Am 12. Juni 2020 wurde die Landgemeinde aufgelöst und das Dorf der Stadtgemeinde Dobromyl unterstellt.
Der Ort wurde 1436 zum ersten Mal schriftlich erwähnt, lag zunächst in der Adelsrepublik Polen-Litauen, Woiwodschaft Ruthenien, und kam 1772 als Nyzenice (später Miżiniec) zum damaligen österreichischen Kronland Galizien (bis 1918 dann im Bezirk Przemyśl).
Nach dem Ende des Ersten Weltkrieges kam er zu Polen, war hier ab 1921 als Miżyniec in die Woiwodschaft Lwów, Powiat Przemyśl, Gmina Miżyniec eingegliedert und wurde im Zweiten Weltkrieg erst von der Sowjetunion und ab 1941 bis 1944 von Deutschland besetzt und dem Distrikt Galizien angeschlossen. Nach der Rückeroberung durch sowjetische Truppen 1944 kam er 1945 wiederum zur Sowjetunion und wurde in die Ukrainische SSR eingegliedert, seit 1991 ist der Ort Teil der heutigen Ukraine.